# Glascoed
Glascoed (walisisch: Glasgoed) ist ein Dorf in Südwales in der Principal Area Monmouthshire auf dem Gebiet der Community Llanbadoc, das bekannt für seine Munitionsfabrik ist.

## Geographie
Glascoed liegt in der Community Llanbadoc im südwalisischen Monmouthshire östlich von Pontypool, westlich von Usk und nordöstlich von Cwmbran nahe der Grenze zur Principal Area Torfaen. Südlich des Dorfes liegt das Llandegfed Reservoir, östlich die Munitionsfabrik und nördlich die A472 road, die Coleford, Monmouth, Usk & Pontypool Railway sowie der Bach Berthin Brook, der östlich des Dorfes in den River Usk mündet. Durch Glascoed fließt ebenfalls ein kleines Bächlein, das nördlich des Dorfes in den Berthin Brook mündet. Das Dorf, das auf etwa 80 Metern Höhe liegt, gehört sowohl auf britischer als auch auf walisischer Ebene zum Wahlkreis Monmouth.

## Geschichte
Zu Beginn der 1870er-Jahre hatte Glascoed 253 Einwohner, was sich bis 1931 auch nicht wirklich veränderte, denn noch beim Zensus 1931 hatte das Dorf immer noch 239 Bewohner. Ungefähr zur Zeit des Ausbruchs des Zweiten Weltkriegs eröffnete in Glascoed eine Munitionsfabrik, die tausenden (zuvor teils arbeitslosen) Personen aus der Region und vor allem aus den South Wales Valleys Arbeit gab. Heutzutage gehört das ehemals staatliche Werk dem britischen Rüstungskonzern BAE Systems, der dort immer noch über 500 Personen beschäftigt (Stand: 2020).